# Чулпан (Біжбуляцький район)
Чулпа́н (рос. Чулпан, башк. Чулпан) — присілок у складі Біжбуляцького району Башкортостану, Росія. Входить до складу Кенгер-Менеузівської сільської ради.
Населення — 121 особа (2010; 117 в 2002).
Національний склад:
- татари — 78 %